# FC 쿠반 크라스노다르
FC 쿠반 크라스노다르(러시아어: Футбольный клуб "Кубань" Краснодар, 영어: FC Kuban Krasnodar)는 크라스노다르를 연고로 하는 러시아의 축구 팀이다. 이 클럽은 1928년에 창단되었으며 현재는 러시아 프리미어리그에 참가하고 있다.
1980년부터 1982년까지 소비에트 톱 리그에 참가했다. 2004년 러시아 프리미어리그로 승격되었지만 한 시즌 만에 러시아 1부 리그로 강등되었다. 2007년 프리미어리그로 다시 승격되었지만 불과 한 시즌만에 1부 리그로 강등되고 만다. 2008년 시즌에서 좋은 성적을 기록하면서 1년 만에 프리미어리그로 승격되었지만 2009년 시즌에서 15위를 기록하면서 1부 리그로 다시 강등되고 만다.
2010년 시즌에서 1부 리그 우승을 차지하면서 1년 만에 프리미어리그로 승격되었다.
2015-16년 시즌에 1부 리그로 강등되었으며, 2017-18년 시즌 종료 후 재정 문제로 해체되었다.

## 선수단

### 1군 명단
2023년 11월 12일 기준

참고: FIFA 자격 규정에 따라 소속된 국가대표팀 국기를 표시합니다. 선수는 복수의 FIFA 비회원국 국적을 가지고 있을 수 있습니다.
| 번호 | 포지션 | 국적   | 이름                     |
| ---- | ------ | ------ | ------------------------ |
| 1    | GK     |        | 예두아르트 바이초라      |
| 2    | DF     | 몰도바 | 이고르 아르마슈          |
| 4    | DF     |        | 알레샨드리 루이스 헤아미 |
| 7    | MF     |        | 블라디슬라프 쿨리크      |
| 8    | MF     |        | 아르투르 틀리소프        |
| 11   | FW     |        | 게오르게 부쿠르          |
| 13   | GK     |        | 예브게니 포마잔          |

| 번호 | 포지션 | 국적     | 이름                      |
| ---- | ------ | -------- | ------------------------- |
| 18   | MF     |          | 블라디슬라프 이그나티예프 |
| 22   | MF     |          | 안톤 소스닌               |
| 23   | GK     |          | 알렉산드르 벨레노프       |
| 25   | DF     | 파라과이 | 로렌소 멜가레호           |
| 43   | DF     |          | 로만 부가예프             |
| 77   | MF     |          | 세르게이 트카초프         |
| 99   | FW     | 세네갈   | 이브라히마 발데           |

## 역대 감독
| 감독              | 임기        |
| ----------------- | ----------- |
| 단 페트레스쿠     | 2009 ~ 2012 |
| 드미트리 호흘로프 | 2015        |
| 단 페트레스쿠     | 2016        |